# Lupinus guggenheimianus
Lupinus guggenheimianus är en ärtväxtart som beskrevs av Henry Hurd Rusby. Lupinus guggenheimianus ingår i släktet lupiner, och familjen ärtväxter. Inga underarter finns listade i Catalogue of Life.